# Biomphalaria havanensis
Biomphalaria havanensis är en snäckart som först beskrevs av Ludwig Pfeiffer 1839.  Biomphalaria havanensis ingår i släktet Biomphalaria och familjen posthornssnäckor. IUCN kategoriserar arten globalt som livskraftig. Inga underarter finns listade i Catalogue of Life.